# ロニー・ホーキンズ
ロニー・ホーキンズ（Ronald Cornett Hawkins OC、1935年1月10日 - 2022年5月29日）は、アメリカ合衆国のロックンロール歌手。長年カナダに住み、そのキャリアは半世紀以上の長きに渡った。彼の活動は生まれ故郷の米国のアーカンソー州から始まっている。その後カナダのオンタリオ州で成功を掴み、人生の大半をそこで過ごした。彼は40年以上に渡り、オンタリオの音楽シーンの礎的存在であり、カナダにおけるロックの発展に大きな影響力を持っていた。
「ロンピン・ロニー（跳ね回るロニー）」、「ミスター・ダイナモ」。「ザ・ホーク」などの愛称でも知られた彼は、1960年代のトロントのロック・シーンの主要アーティストの一人であった。彼は北米各地で公演を行ない、25枚以上のアルバムをリリースしている。彼のヒット曲には、チャック・ベリーのカバー「Thirty Days」（彼のバージョンは「Forty Days」に改名されている）、ゴールドディギングを歌ったヤング・ジェシーの「Mary Lou」などがある。その他ボ・ディドリーの「Who Do You Love? 」（彼のバージョンは?が付かない）と「Hey! Bo Diddley」、そして従兄のロカビリー・アーティスト、デイル・ホーキンズの「Susie Q」などのカバーも知られている。ホーキンズは、自身のバンド、ザ・ホークスのためのタレント・スカウトであり、かつ集めたミュージシャンたちの指導者でもあった。ロイ・ブキャナンは初期のホークスのギタリストであり、「Who Do You Love」でプレイしている。彼の教え子で最も成功したのは、ザ・バンドのメンバーたちであった。ロビー・レイン・アンド・ザ・ディサイプルズは、トロントのヤング・ストリートのバーでホークスの前座を務めて知られるようになり、後に彼のバック・バンドとなった。
その他彼が自身のバンドのために採用したミュージシャンには、後にジャニス・ジョプリンのフル・ティルト・ブギー・バンドを結成することとなるメンバーや、クロウバー、ベアフット、スカイラークの面々がいた。ホーキンズは60歳代なってもまだ年間150公演をこなしていた。

## 幼少期から青年期
ホーキンズは、1935年1月10日、アーカンソー州ハンツヴィルに生まれた。 母親フローラ（旧姓：コーネット）は学校の教師、父親ジャスパー・ホーキンズは理容師であった。1945年、ホーキンズの姉ウィニフレッドを含むホーキンズ一家はフェイエットヴィルに移住。ホーキンズは1952年にフェイエットヴィル高校を卒業するまで、この市の公立学校で教育を受けた。彼の家族は音楽一家であり、父親、叔父たち、従妹たちは1930年代から40年代にかけて、アーカンソー州とオクラホマ州の安酒場をツアーして回った経験を持っていた。彼の叔父のデルマー"スキッパー"ホーキンズは旅するミュージシャンで、1940年頃にカリフォルニア州に移住し、歌うカウボーイ・スター、ロイ・ロジャーズのバンド、サンズ・オヴ・パイオニアーズに加入している。ホーキンズの従兄、デイル・ホーキンズは白人としては最も早い時期にハーレムのアポロ・シアターやシカゴのリーガル劇場で歌った一人であり、1957年にR&Bの楽曲「Susie Q」をレコーディングしている。11歳のときから、ロニー・ホーキンズは地元の祭りで歌うようになり、ティーンエイジャーになる前にハンク・ウィリアムズとステージで共演を経験した。彼の記憶ではウィリアムズはパフォーマンスを行なうには泥酔しすぎており、彼のバンドのドリフティング・カウボーイズが客席の聴衆にステージに上がって歌うように促したのだという。ホーキンズはその誘いに乗り、彼が知っていたバール・アイヴスの楽曲を数曲歌ったのであった。
ティーンエイジャーだった頃、ホーキンズは改造したフォード・モデルAに乗り、ミズーリ州の密造酒をオクラホマ州の酒類の販売が禁止されていた郡まで届ける仕事で、多い時には1日300ドルを稼いだ。後になって彼が語ったところによると、彼はこれを19歳か20歳の頃まで続け、ここで稼いだ資金を使ってナイトクラブに出入りするようになったとのことである。1952年の高校卒業後間もなく、彼は自身のバンド、ザ・ホークスを結成。彼はアーカンソー大学に進学して体育を専攻、しかしながら単位が僅かに足りず、1956年に中退となっている。
その後、ホーキンズはアメリカ陸軍に入隊したが、既に予備役将校訓練課程の訓練を修了していたため、僅か6ヶ月の兵役を求められただけであった。陸軍の基礎戦闘訓練のためにオクラホマ州のフォート・シルに到着して間もなく、彼はAMVETS（退役軍人の組織）のクラブで飲んでいたところ、アフリカ系アメリカ人のカルテットが演奏を始めた。最初の音を聴いて心を動かされた彼は、ステージに飛び入りして歌い始めた。「ブルースとロカビリーの中間のような音だった...私は田舎者で、彼らは私の感覚よりもずっとファンキーな演奏をしていたんだ。」この経験を通して、ホーキンズは自分が本当に演奏したい音楽が何なのかに気づき、このバンドに加入、彼らはブラックホークスと改名した。
彼らはキャブ・キャロウェイのような1940年代のジャズ、ブルースを演奏していたが、ホーキンズはコンテンポラリーなレパートリーを取り入れようと試みた。ブルース・サクソフォーン奏者のA.C.リードが新メンバーとして加わったことも手伝い、彼らは米国南部でも最もダイナミックなサウンドを生み出すようになった。「カントリー・ミュージックに近いロカビリーではなく、私はソウルミュージックに近いロカビリーをやっていた。それがまさに私の好みの音楽だったんだ。」しかし、1950年代の米国南部の白人の多くは人種が混ざったバンドを許容することをせず、ロックンロールやリズム・アンド・ブルースを悪魔の音楽と考えていたため、彼らは偏見の目で見られることも多かった。
ブラックホークスは、ホーキンズの兵役期間終了とともに解散した。彼はフェイエットヴィルに戻ったが、その2日後にサン・レコードから電話があり、ハウス・セッション・バンドのフロントマンを務めてほしいと依頼された。しかしながら、彼がメンフィスに到着した頃には、そのバンドは既に解散していた。それでも彼はこの機会を捉えてサンのオーディションに臨み、用意されたバックトラックに合わせる形で、ロイド・プライスの「Lawdy Miss Clawdy」とハンク・ウィリアムズの「A Mansion on the Hill」の2曲をデモ・レコーディングした。しかしながら、これは不発に終わった。この後、セッション・ギタリストのジミー・レイ"ルーク"ポールマンがアーカンソー州ヘレナの彼の自宅にホーキンズを誘った。ブルース、リズム・アンド・ブルース、カントリー・ミュージックに縁の深い地域へのこの誘いを彼は熱意をもって受け入れた。
ヘレナに到着するとすぐに、ホーキンズとポールマンはポールマンの弟ジョージ（ダブルベース）、従兄弟ウィラード"ポップ"ジョーンズ（ピアノ）とともにバンドを結成し、ホークスと命名した。近隣のターキー・スクラッチで育ったドラマー、リヴォン・ヘルムが初めて彼らとプレイしたのは1957年初頭、デルタ・サパー・クラブでのことで、ジョージ・ポールマンがその日最後のセットに参加するよう彼を誘ったのであった。ヘルムは後になって当時を回想している。ホーキンズが彼の両親と話をするためにルーク・ポールマンが伴いモデルAを運転し、ヘルム家の綿花農場にやって来た。ヘルムはホーキンズのことを「タイトなパンツととんがった靴を履き、髪が額まで垂れ下がった大柄な青年」であったと記憶している。ヘルムはホーキンズが彼の両親と交渉するのを横で聴いていたが、両親は彼がホークスに加入してカナダに行く前に高校を卒業する必要があると主張していた。ヘルムは当座しのぎのドラムキットで熱心に練習して技術を磨き、5月に卒業したときにはバンドでドラムスを演奏するに十分な技量を得ていた。
ホーキンズのステージ・パフォーマンスには、バックフリップやマイケル・ジャクソンのムーンウォークに30年も先んじたキャメルウォークが含まれていた。彼のこのようなステージ上の振る舞いから、彼は「ロンピン・ロニー」、「ミスター・ダイナモ」といった名前で呼ばれるようになった。当時彼はフェイエットヴィルにロックウッド・クラブを所有、経営しており、ジェリー・リー・ルイス、カール・パーキンズ、ロイ・オービソン、コンウェイ・トゥイッティといったロックンロールの初期のパイオニアと言われる人たちが出演していた。
ヘルムの高校卒業後、彼はホークスに加入してバンドはカナダに拠点を移した。ここで彼らは成功を手にすることとなった。1959年4月13日、彼らはニューヨークでルーレット・レコードのモリス・レヴィのオーディションを受けた。その僅か4日後、彼らはスタジオ入りし、初めてのトラックをレコーディングした。彼らの初のシングル「Forty Days」は包み隠すこともないチャック・ベリーのコピーであり、そのB面はヤング・ジェシーの「Mary Lou」のカバーであった。「Forty Days」は米国ポップ・チャート26位のヒットを記録。ホーキンズの最大のヒットとなった。
カナダで3か月を過ごした後、バンドは南部に戻り、ホーキンズの地元フェイエットヴィルを拠点とした。南部における彼らのギグの多くはアーカンソー、テキサス、オクラホマ、テネシーといった州の一夜限りあるいは短い期間のパフォーマンスであった。ヘルムは運転することを好み、ホーキンズ所有の古いシボレーを2、300マイル運転してバンドを次のショーの会場まで連れて行った。ホーキンズはこのシボレーを後にキャデラックに買い替え、彼らの機材を積むためのトレーラーを付けている。

## キャリア
ホーキンズと彼のバンドは、「カナダの聴衆はロカビリーを聴きたがっている」とのコンウェイ・トゥイッティのアドバイスを受け、1958年にロン・ホーキンズ・カルテット名義でカナダのツアーを始めた。彼らのベーシスト、ジョージ・ポールマンは酒と薬を乱用していたため、ホーキンズは彼を同行させず、ベース抜きの編成で初のオンタリオ・ツアーを実行した。彼らの最初のギグはハミルトンで行なわれ、ブッキング・エージェントのハロルド・カドレッツによると、バンドの音を聴いたバーテンダーたちは全員仕事をするのを止めてホーキンズのパフォーマンスを見ていたという。1959年、彼はカナダ国内で多くのライヴ・ショーをこなし、ルーレット・レコードと5年間の契約を締結した。トロントを拠点としていたロニー・ホーキンズ・アンド・ザ・ホークスは1959年、LP『Ronnie Hawkins』をリリース。そしてフレッド・カーター・ジュニアがジミー・レイ"ルーク"ポールマンの後任ギタリストとなり、翌年には続編のLP『Mr. Dynamo』をリリースした。どちらもルーレットからのリリースである。
その後、ホーキンズはカナダに移住し、1964年に永住権を取得した。オンタリオに移り住んだ当初、彼はコンウェイ・トゥイッティがキャリアをスタートさせ、その後拠点としたグランジ・タヴァーンなどの場所でギグを行なった。ホークスは、地元トロントのシーンを席巻するようになり、ホーキンズはヤング・ストリートにあるル・コック・ドール・タヴァーンの2階に自身のナイトクラブ「ホークス・ネスト」を開店させ、ここで1回あたり数か月に渡る公演を行なった。ホーキンズがカナダに拠点を移したことに伴い、リヴォン・ヘルムを除くメンバーは皆彼のバンドから脱退した。彼らの穴を埋めたのがロビー・ロバートソン、リック・ダンコ、リチャード・マニュエル、ガース・ハドソンという南西オンタリオの面々であった。
アメリカのバンド、ブラッド・スウェット・アンド・ティアーズの後のリード・ボーカリストとなるカナダ人のデイヴィッド・クレイトン・トーマスは、彼が刑務所から出所した1962年にホークスを聴いたと語っている。「僕ら若いミュージシャンは、機会が見つけてはル・コック・ドールのバーでただ座っているか、時間を過ごしていたんです。」と彼は語っている。モヘアのスーツにレザーカットの髪で決めた当時のホークスは、ル・コック・ドールで演奏するバンドの中でもトップクラスだった。彼らは、ほぼ毎晩あったバーでの喧嘩騒ぎにも巻き込まれることは殆どなかった。
ロビー・ロバートソンは2016年の回想録『Testimony』の中で、15歳の頃、彼と彼のバンド、スエーズがトロント西端のディキシー・アリーナでホークスの前座を務めたことについて記している。彼によるとジミー・レイ"ルーク"ポールマンがリード・ギターを弾くと、ホーキンズは回転し、ひっくり返り、キャメルウォークをし、そしてポールマンの足元に倒れ込んだ。彼はこのショーについて「これほど激しく、ダイナミックで、野性的なロックロールは他には見たことがありませんでした。そしてそれは病みつきになってしまうのです。」このショーはまた、彼が初めてリヴォン・ヘルムを見たときでもあった。彼はリヴォンについて、「一筋の若きドラムスの光線」が中心に鎮座していたと振り返っている。
ザ・ポークスは、あと2週間程ル・コック・ドールで演奏を続け、ロバートソンは彼らから南部の「魔法」を吸収すべく、可能な限り彼らを見に出かけた。ある日の午後彼は、ホーキンズが翌月スタジオ入りしレコーディングをするので新曲が必要だと言っているのを耳にした。彼は気を引きたい一心で、徹夜で「Someone Like You」と「Hey Boba Lu」の2曲を書き上げ、翌日ホーキンズに聴かせた。彼はこれを気に入り、2曲ともレコーディングして新作アルバム『Mr. Dynamo』に収録した。The showman was impressed and recorded both of them for his new album, Mr Dynamo.。
1年後の1960年、ロバートソンは大切にしていた1957年モデルのフェンダー・ストラトキャスターを質に入れ、最高のロックンロール・バンドと言われたロニー・ホーキンズ・アンド・ザ・ホークスとの仕事のオーディションを受けに行くために、得た金でトロントからアーカンソー州フェイエットヴィルまでのバスの券を購入した。リヴォン・ヘルムが到着した彼とグレイハウンド・バスの停留所で会い、彼にディープサウスでの振る舞い方の手ほどきをしたのであった。ロバートソンにとってはこれが初めての米国南部であり、彼はホーキンズの従兄弟のデイル・ホーキンズやロイ・オービソンとの共演の経験を持つフレッド・カーター・ジュニアの後任のギタリストとなりたいと考えていた。バンドのメンバーたちはヘルムの地元、ミシシッピデルタのヘレナに向かい、ロバートソンはヘルムの家族の農場で一時を過ごしたのだった。
それから彼とヘルムは、ホーキンズがバンドのメンバーを招集した地元のモーテル、レインボー・インに戻り、ホーキンズの曲のレパートリーを練習した。このモーテルは地元のフェリー運航者のチャーリー・ハルバートが所有していたものであった。彼はコンウェイ・ツイッティやエルビス・プレスリーなど、この業界で駆け出しのミュージシャンを数多く手助けしてきた人物である。ホーキンズはロバートソンに仕事を持ちかけたが、ロバートソンはいくらもらえるのかをその際尋ねた。ホーキンズはこう答えたという。「そうだな、大した支払いはできないがね、フランク・シナトラより女は多く抱けるだろうよ。」ホーキンズはヘルムを引き連れて新作のプロモーションのためイギリスへ渡り、そこでツアー中だったエディ・コクラン、ジーン・ヴィンセントと出会った。一方、ロバートソンはレインボー・インに残り、当時「ロカビリー・ブートキャンプ」と呼ばれていた環境で、バンドのレパートリーを可能な限り習得しようと努めた。
イギリスへの旅に出発する前に、ホーキンズはロバートソンをウェストヘレナの悪名高いたまり場、デルタ・サパー・クラブに連れて行った。そこでは、激高した客がチェーンソーでバーを破壊していた。ホーキンズとヘルムの帰りを待つ間、ロバートソンは初めの週の給料を使ってメンフィスで購入した大量のレコードを聴きながら練習した 。彼の買ったレコードにはレイ・チャールズやブルースマンのハウリン・ウルフ、マディ・ウォーターズ、B.B.キング、ジュニア・パーカー、T-ボーン・ウォーカー、ロカビリー歌手でギタリストのウォーレン・スミス、ゴスペル歌手のマヘリア・ジャクソンといった人たちの作品があった。1961年にホーキンズと新生ホークスのメンバーがアルバム『Mojo Man』をニューヨークでレコーディングした際、ロバートソンのリード・ギターの演奏にはその他バディ・ガイやオーティス・ラッシュといったシカゴ・ブルースマンから受けた影響も表れていた。
1964 年、ヘルムを始めとするホークスのメンバー全員がホーキンズの下を離れ、ザ・バンド と名付けられたグループを結成した。ロバートソンは『Testimony』の第9章で、ホークスを脱退した経緯について書いている。この決断は、リック・ダンコのガールフレンドがライヴを見に来ることをホーキンズが阻止しようとしたことがきっかけとなった。ホーキンズはグループのメンバーたちが観客と交流することを望んでしたが、ダンコはそれをするよりはガールフレンドと一緒に過ごすことを望んでいたのだった。他にも、音楽的な方向性やギャラの問題もあった。ホーキンズはライヴを欠席することも多く、その場合ホークスは彼なしで演奏せざるを得ない状況となった。ヘルムは、ホーキンズが欠席した際のギャラはもっともらうべきと考えていた。このように対立した状況となり、不満は頂点に達した。1965年、彼らはボブ・ディランとの仕事を得て1年間彼とツアーを共にし、アルバム『The Basement Tapes』では彼のバックバンドを務めた。ホーキンズはステージとレコーディングを続け、数回のヨーロッパ・ツアーも行った。
1969年12月、ホーキンズは世界平和を促進する運動を行なっていたジョン・レノンとオノ・ヨーコをオンタリオ州ミシサガの自宅に泊めた。レノンは滞在中に、エロチックな「バッグ・ワン」のリトグラフにサインした。レノンはまた、ホーキンズのシングル、クローバーズの曲「Down In The Alley」のラジオ・プロモーションも行なっている 。ホーキンズは後に彼らと一緒に列車に乗り、当時の首相ピエール・トルドーに会うためにオタワに向かった。レノンはホーキンズを平和大使にも任命し、ホーキンズはジャーナリストのリッチー・ヨークとともに反戦メッセージを携えて中国と香港の境界を訪れた。
1970年、ホーキンズはアラバマ州マッスルショールズのフェイム・スタジオでレコーディングを行ない、アルバム『Ronnie Hawkins』のトラックを録音した。参加したミュージシャンの中にはデュエイン・オールマンがおり、彼がここでバックを務めたことにより、1974年にリリースの彼のアンソロジー『Duane Allman Anthology Volume II』にこのセッションから2曲が収録されることになった。それは、カール・パーキンズのロカビリーのヒット曲「Matchbox」とドン・ギブソンのカントリー&ウエスタンの楽曲「Don't Tell Me Your Troubles」で、後者ではオールマンのドブロ・ギターがフィーチャーされている。このアルバムからは更に4曲「One More Night」、「Will the Circle Be Unbroken」、「Down in the Alley」、「Who Do You Love」が2016年のオールマンのドキュメンタリー映画『Skydog』の中で使用された。その他「Matchbox」も劇中に登場する。
1970年代初頭、ホーキンズはオンタリオ州のナイトクラブでギタリストのパット・トラヴァースの演奏に接して強い感銘を受け、自身のバンドに加入するよう誘った。トラヴァースはバンドに加入したものの、ホーキンズが「古い50年代と60年代のロカビリーの曲」の演奏を求めると、難色を示した。後になり、トラヴァースはインタビューで次のように語っている。「…彼は僕に全く同じ演奏をしてほしいと言っていました。同じサウンド、同じピッキング、全てを同じようにです。19歳、20歳の若者だった自分にとって、それはやりたいことではありませんでした。しかし彼は『君ならできるよ。そうすれば100人のギタリストが束になってかかってきても叶わない存在になるだろうよ。なぜなら、これは全ての源流だからだよ。君はこれを知っていなければならない。これは基本だからね』と言いました。そして、彼は正しかったのです。」トラヴァースは後にレコーディング・アーティストとして成功を収め、1970年代のハードロック界で影響力のあるギタリストとなったのだった。
1975年、ボブ・ディランは映画『Renaldo and Clara』でホーキンズを劇中の「ボブ・ディラン役」にホーキンズを抜擢した。翌年、彼はサンフランシスコのウィンターランド・ボールルームで開催されたザ・バンドの感謝祭のフェアウェル・コンサートに出演者としてフィーチャーされ、その様子は1978年の映画『ラスト・ワルツ』に記録されている 。ロビー・ロバートソンは2020年にこのことについて「もしあの夜に何か問題があったとすれば、それはコカインがあまり良くなかったということだ」と語っている。ホーキンズはその粉を試し、これは小麦粉と砂糖が多すぎて3ヶ月間は「くしゃみでビスケットを吐き出す」ことになるだろう、と他の出演者たちに告げている。ホーキンズは、1984年のLP『Making It Again』で、カナダの最優秀カントリー男性ボーカリストとしてジュノー賞を受賞した。ミュージシャンとしてのキャリアに加えて、彼は俳優としても成功し、1980年代初頭には自身のテレビ番組「Honky Tonk」の司会を務め、マイケル・チミノの映画『天国の門』に友人のクリス・クリストファーソンとともに出演 、アクション・アドベンチャー映画『Snake Eater』にも出演している。彼が歌った「Mary Lou」は、1989年のスラッシャー映画『Hello Mary Lou: Prom Night II』で使用された。
彼は1982年のテレビ放送用のマーティン・カハン監督のドキュメンタリー映画『The Hawk』で描かれている。

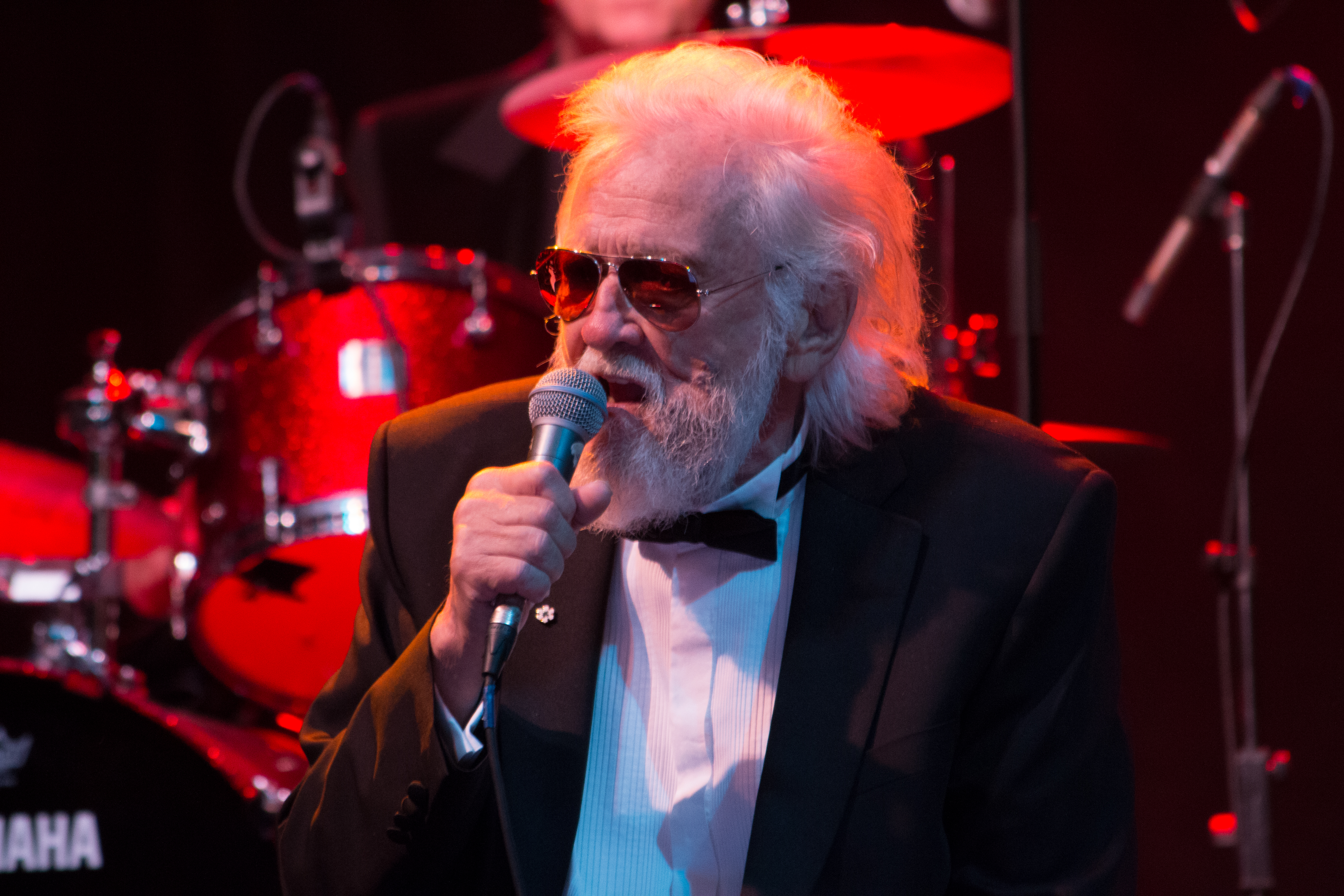
ホーキンズ（2014年）

1995年1月10日、ホーキンズは60歳の誕生日にトロントのマッセイ・ホールでコンサートを開催し、その模様はアルバム『Let It Rock』に記録されている。このコンサートにはホーキンズの他、カール・パーキンズ、ジェリー・リー・ルイス、ザ・バンド、ラリー・ゴーワンらが演奏した。カナダ人ミュージシャンのジェフ・ヒーリーもギター飛び入り参加している。ホーキンズのバンド、ザ・ホークス、あるいはその派生形のバンドが出演者のバックを務めた。その夜演奏したミュージシャン全員は総称して「ロックンロール・オーケストラ」と呼ばれた。

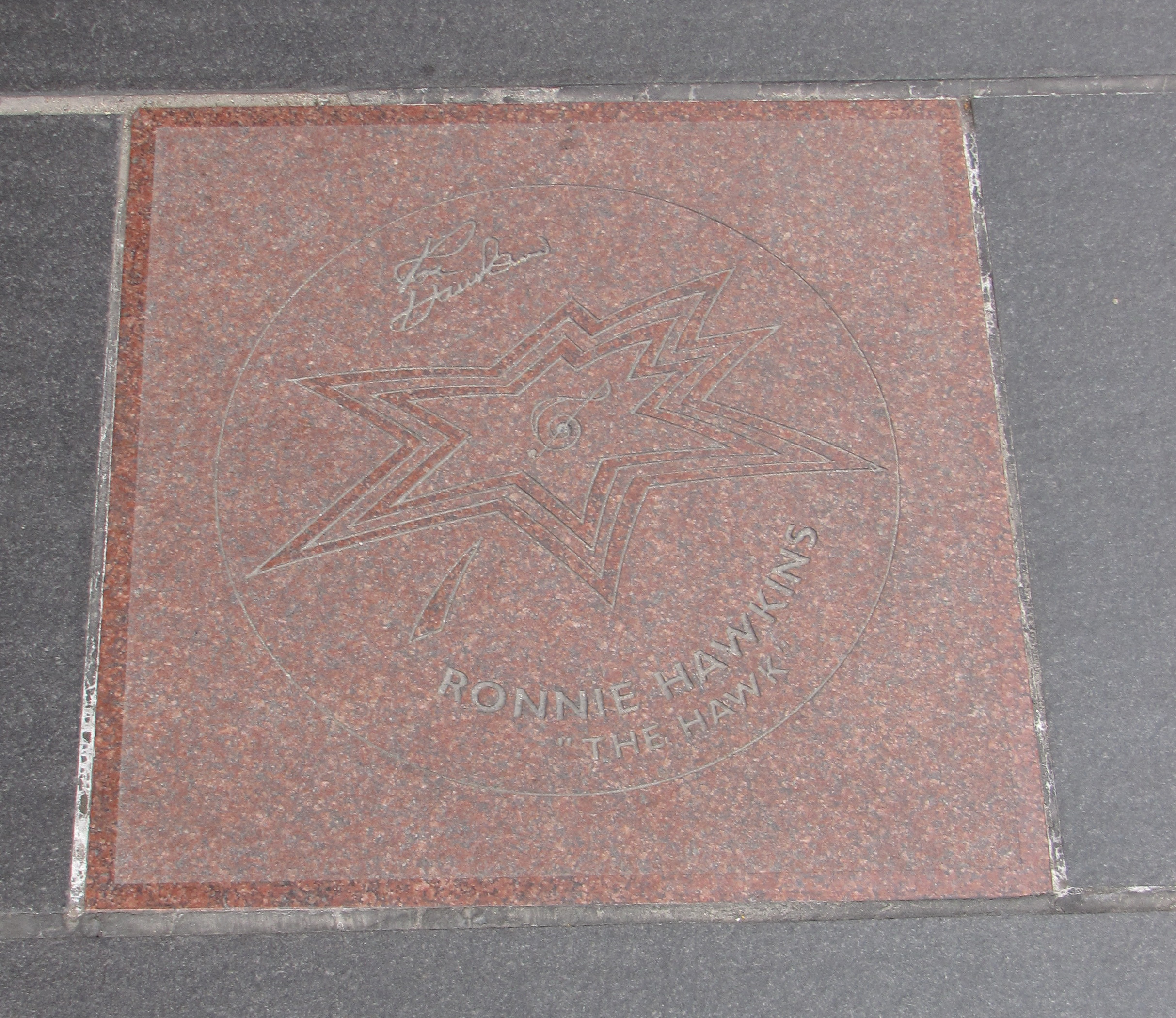
カナダ・ウォーク・オヴ・フェイムのホーキンズのスター

## 後年
2002年、ホーキンズはすい臓がんと診断されたが寛解となった。彼はこれをロックの神様が起こした奇跡であると同時に、バンクーバーの16歳の治療師、アダム"ドリームヒーラー"マクロードのおかげであると、2012年のドキュメンタリー映画『Ronnie Hawkins: Still Alive and Kickin』の中で語っている。2017年、彼は1970年から住み続けていたドゥーロダマーのストーニー・レイク邸からピーターボロに移住した。

## 死去
ホーキンズは、2022年5月29日の早朝に死去した。87歳であった。家族によると、彼は病気であったとのことだが、死因については明らかにしていない。残された彼の家族は、60年間の妻であったワンダ、2人の息子ロニー・ホーキンズ・ジュニアと1980年代から父親のバンドのギタリストを務め、ヒット曲「Can't Stop Rockin'」を書いたシンガーソングライターのロビン・ホーキンズ、バックコーラスを務めていたシンガーソングライターの娘リア・ホーキンズ、そして孫（ロビンの息子）たちタラ、トロイ、ジェイコブ、ザックの4人である。

## ディスコグラフィー

### アルバム
| 年   | アルバム名                                      | チャート | レーベル          | 備考          |
| ---- | ----------------------------------------------- | -------- | ----------------- | ------------- |
| 1959 | 『Ronnie Hawkins』                              | —        | Roulette          | [ 13 ]        |
| 1960 | 『Mr. Dynamo』                                  | —        | Roulette          | [ 13 ]        |
| 1960 | 『Folk Ballads of Ronnie Hawkins』              | —        | Roulette          | [ 52 ]        |
| 1961 | 『Sings the Songs of Hank Williams』            | —        | Roulette          | [ 52 ]        |
| 1963 | 『The Best』                                    | —        | Roulette          | [ 52 ]        |
| 1964 | 『Mojo Man』                                    | —        | Roulette          | [ 52 ]        |
| 1968 | 『Ronnie Hawkins』 (別名『The Hawk in Winter』) | —        | Yorkville         | [ 52 ]        |
| 1970 | 『The Best』                                    | —        | Roulette          | [ 52 ]        |
| 1970 | 『Ronnie Hawkins』                              | 12       | Cotillion         | [ 52 ]        |
| 1971 | 『The Hawk』                                    | 91       | Cotillion         | [ 52 ]        |
| 1972 | 『Rock and Roll Resurrection』                  | —        | Monument          | [ 52 ]        |
| 1974 | 『Giant of Rock'n Roll』                        | —        | Monument          | [ 52 ]        |
| 1977 | 『Rockin'』                                     | —        | Pye               | [ 52 ]        |
| 1979 | 『The Hawk』                                    | —        | United Artists    | [ 52 ]        |
| 1981 | 『A Legend in His Spare Time』                  | —        | Quality           | [ 52 ]        |
| 1982 | 『The Hawk and Rock』                           | —        | Trilogy           | [ 52 ]        |
| 1984 | 『Making It Again』                             | —        | Epic              | [ 52 ]        |
| 1987 | 『Hello Again ... Mary Lou』                    | —        | Epic              | [ 52 ]        |
| 1995 | 『Let It Rock』                                 | —        | Quality           | [ 52 ]        |
| 2001 | 『Can't Stop Rockin''』                         | —        | Sony Music Direct | [ 52 ]        |
| 2002 | 『Still Cruisin'』                              | —        | Hawk              | [ 52 ]        |
| 2021 | 『Live at Fayetteville High School, 1962』      | —        | Cosmic Cowboy     | [ 53 ] [ 54 ] |

### シングル
| 年   | シングル名                      | チャート | チャート | チャート    | チャート | チャート | 収録アルバム                   |
| 年   | シングル名                      | CAN      | CAN AC   | CAN Country | AUS      | US       | 収録アルバム                   |
| ---- | ------------------------------- | -------- | -------- | ----------- | -------- | -------- | ------------------------------ |
| 1958 | 「Summertime」                  | —        | —        | —           | —        | —        | シングルのみ                   |
| 1958 | 「Hey! Bo Diddley」             | —        | —        | —           | —        | —        | シングルのみ                   |
| 1959 | 「Forty Days」                  | 4        | —        | —           | —        | 45       | 『Ronnie Hawkins』             |
| 1959 | 「Mary Lou」                    | 6        | —        | —           | —        | 26       | 『Ronnie Hawkins』             |
| 1963 | 「Bo Diddley」                  | 8        | —        | —           | —        | 117      | シングルのみ                   |
| 1965 | 「Bluebirds Over The Mountain」 | 8        | —        | —           | —        | —        | シングルのみ                   |
| 1965 | 「Goin' To The River」          | 34       | —        | —           | —        | —        | シングルのみ                   |
| 1970 | 「Home From The Forest」        | 60       | —        | 29          | —        | —        | 『Ronnie Hawkins』             |
| 1970 | 「Down In The Alley」           | 20       | —        | —           | 30       | 75       | 『Ronnie Hawkins』             |
| 1970 | 「Bitter Green」                | 36       | —        | —           | 61       | 118      | 『Ronnie Hawkins』             |
| 1971 | 「Patricia」                    | 84       | 2        | 38          | —        | —        | 『The Hawk』                   |
| 1972 | 「Cora Mae」                    | 71       | —        | —           | —        | —        | 『Rock and Roll Resurrection』 |
| 1973 | 「Lonesome Town」               | —        | 8        | 39          | —        | —        | 『Giant of Rock'n Roll』       |
| 1981 | 「(Stuck In) Lodi」             | —        | 7        | 8           | —        | —        | 『A Legend in His Spare Time』 |
| 1983 | 「Wild Little Willie」          | —        | —        | 45          | —        | —        | 『The Hawk and Rock』          |
| 1985 | 「Making It Again」             | —        | —        | 44          | —        | —        | 『Making It Again』            |
| 1987 | 「Hello Again Mary Lou」        | —        | 17       | 39          | —        | —        | 『Hello Again ... Mary Lou』   |
| 1995 | 「Days Gone By」                | —        | —        | 51          | —        | —        | 『Let It Rock』                |
| 2001 | 「Can't Stop Rockin'」          | 33       | —        | —           | —        | —        | 『Can't Stop Rockin'』         |
| 2002 | 「Friendship」                  | 30       | —        | —           | —        | —        | 『Still Cruisin'』             |

## 受賞歴
2002年にトロント市は10月4日を「ロニー・ホーキンズの日」と定め、生涯にわたる音楽への貢献とオンタリオ州統合失調症協会やその他の慈善団体への惜しみない支援が認められ、カナダのウォーク・オヴ・フェイムにその名が刻まれた。彼は、2004年3月4日のカナダ音楽産業賞でカナダ音楽産業の殿堂入りを果たした。彼のロカビリーへの先駆的な貢献はロカビリーの殿堂にも認めらている。
2005年、ホーキンズはローレンシアン大学より名誉学士号を授与された。
2013年5月2日、ホーキンズはカナダ勲章の名誉役員に任命された。叙勲式は2014年5月7日に行われた。表彰状には次のように記されている。
ロックンロール・ミュージシャンとしてカナダの音楽産業の発展に貢献したこと、そして慈善活動への支援に対して。ミュージシャンのロニー・ホーキンズは50年以上にわたり、カナダの音楽産業に強い献身を示してきました。「カナダ・ロックンロールの父」と呼ばれることも多い彼は、1960年代のロック・シーンの中心的存在であり、彼のバンド「ザ・ホークス」は多くのカナダ人ミュージシャンの足掛かりとなりました。数多くのシングルやアルバムをプロデュースしただけでなく、ピーターボロ洪水被害救済やオンタリオ州統合失調症協会など、多くの慈善活動にも尽力してきました。
その他の受賞歴としては、1984年の『Making It Again』でのジュノー賞、1996年のジュノー賞で授与されたカナダ録音芸術科学アカデミーのウォルト・グレアリス特別功労賞、2007年の作曲家・作家・音楽出版社協会（SOCAN）の特別功労賞などがある。